# Kwanasaurus
Kwanasaurus (лат.) — род динозавроморф из семейства силезаврид (Silesauridae), которое является родственным динозаврам или представляет собой граду базальных птицетазовых динозавров. Включает единственный вид — Kwanasaurus williamparkeri. Известен по ископаемым остаткам из отложений формации Чинле (Chinle Formation) в Колорадо, США, датируемых верхним триасом (норий; 215—207 млн лет).
Род и вид были научно описаны  в 2019 году. Родовое название происходит от слова kwana, которое на языке юте означает «орёл» (отсылка к городу и округу Игл, в районе которых были обнаружены остатки), и др.-греч. σαῦρος [sauros] — «ящер, ящерица». Видовое название дано в честь палеонтолога Билла Паркера (Bill Parker) в знак благодарности за его вклад в изучение разнообразия динозавроморф из верхнего триаса запада США.
Короткие, листовидные и сильно зазубренные зубы Kwanasaurus были приспособлены для поедания растений, как и у других производных силезаврид. Изучение остатков силезаврид позволяет проследить переход от плотоядности (Lewisuchus) к всеядности и/или насекомоядности (Asilisaurus и Silesaurus) и, наконец, растительноядности у большинства представителей клады Sulcimentisauria, к которой относится Kwanasaurus. Судя по прочному, глубокому черепу, Kwanasaurus специализировался на питании жёсткой растительностью.